# Las Norias, General Francisco R. Murguía
Las Norias är en ort i Mexiko.   Den ligger i kommunen General Francisco R. Murguía och delstaten Zacatecas, i den centrala delen av landet, 700 km nordväst om huvudstaden Mexico City. Las Norias ligger 1 809 meter över havet och antalet invånare är 549.
Terrängen runt Las Norias är lite kuperad. Runt Las Norias är det mycket glesbefolkat, med 3 invånare per kvadratkilometer. Det finns inga andra samhällen i närheten. Omgivningarna runt Las Norias är i huvudsak ett öppet busklandskap.